# Olympische Sommerspiele 2020/Reiten
Bei den Olympischen Spielen 2020 in Tokio wurden vom 24. Juli bis zum 7. August 2021 insgesamt sechs Wettbewerbe im Reiten ausgetragen.
Dabei fanden in den Disziplinen Dressur-, Spring- und Vielseitigkeitsreiten je ein Einzel- und ein Mannschaftswettbewerb statt. Alle Wettbewerbe waren Mixed-Wettbewerbe.

## Änderungen im Programm
Das vom Internationalen Olympischen Komitee forcierte Bestreben, die olympischen Wettbewerbe weiter zu internationalisieren, veranlasste den Weltpferdesportverband FEI zu massiven Änderungen in allen drei Disziplinen. Alle drei Disziplinen traf die Änderung, dass es kein Streichergebnis pro Mannschaft mehr gibt, somit also die Ergebnisse eines jeden Mannschaftsreiters in das Ergebnis eingehen.
Eine wesentlich striktere Trennung von Einzel- und Mannschaftswettbewerb erfolgt im Dressur- und Springreiten. Im Springreiten besteht der Einzelwettbewerb aus zwei Fehler-Zeit-Springprüfungen und gegebenenfalls einem Stechen. Der Mannschaftswettbewerb ist gleichermaßen aufgebaut. Keine Prüfung hat Auswirkung auf beide Wettbewerbe.
Im Dressurreiten ist der Grand Prix de Dressage Qualifikation für Einzel- und Mannschaftswettbewerb. Es handelt sich bei ihm jedoch nicht mehr um eine Prüfung. Der Grand Prix wird stattdessen in sechs Gruppen-Entscheidungen umgewandelt. Der Grand Prix Spécial zählt ausschließlich für die Mannschaftswertung. Der Einzelwettbewerb wird in der Grand Prix Kür entschieden.
In der Vielseitigkeit bleibt der Ablauf der Teilprüfungen unverändert, dennoch sind die Änderungen massiv: Bislang wurden die olympischen Wettbewerbe dieser Disziplin auf CCI 5*-L-Niveau (vormalige Bezeichnung: CCI 4*) ausgetragen. Da diesem höchsten Niveau des Sports jedoch nur eine begrenzte Anzahl an Reiter und Nationen gewachsen sind, wird das Niveau auf CCI 4*-Niveau (vormalig: CCI 3*) abgesenkt. Aufgrund der in der Vielseitigkeitsreiterei relativ hohen Wahrscheinlichkeit des Ausscheidens eines Pferd-Reiter-Paares wurden hierfür besondere Regelungen getroffen: Ein ausgeschiedener Reiter erhält je nach Teildisziplin 100 bzw. 200 Minuspunkte und kann für die Mannschaftswertung an den verbliebenen Teilprüfungen teilnehmen. Auch kann gegen 20 Minuspunkte auf das Mannschaftsergebnis der Reservereiter einer Nation einen Mannschaftskollegen in den folgenden Teilprüfungen ersetzen (zum Beispiel aufgrund eines Sturzes im Gelände).
Nicht realisiert wurde die zunächst geäußerte Idee, (ähnlich wie in Sydney 2000) zwei komplett getrennte Wettbewerbe im Vielseitigkeitsreiten für Einzel und Mannschaft durchzuführen, wobei nur der Mannschaftswettbewerb im Niveau auf 4*-Niveau abgesenkt worden wäre. Trotz der erheblichen Auswirkungen und zunächst deutlichen Proteste war bei der Abstimmung der FEI der deutsche Pferdesportverband einer der wenigen, die sich gegen die Änderungen in der Vielseitigkeit aussprachen.
Der schärfste Protest gegen Änderungen kam von Seiten des International Jumping Riders Club (IJRC), der die Interessen der Top-Springreiter vertritt. Der Club sprach sich insbesondere gegen den Entfall des vierten Mannschaftsreiters und damit des Streichergebnisses im Springreiten aus. Die somit geschaffene Möglichkeit, mehr Mannschaften einen Start zu ermöglichen, sei nicht sinnvoll, da gar nicht genügend Nationen ausreichend leistungsstarke Mannschaften stellen könnten. Der IJRC sprach sich stattdessen für eine geringere Anzahl an Mannschaften aus, um damit Startmöglichkeiten für starke Einzelreiter aus vielen Nationen zu ermöglichen.

## Zeitplan
| Wettbewerbe und Zeitplan Reitsport | Wettbewerbe und Zeitplan Reitsport | Wettbewerbe und Zeitplan Reitsport | Wettbewerbe und Zeitplan Reitsport | Wettbewerbe und Zeitplan Reitsport | Wettbewerbe und Zeitplan Reitsport | Wettbewerbe und Zeitplan Reitsport | Wettbewerbe und Zeitplan Reitsport | Wettbewerbe und Zeitplan Reitsport | Wettbewerbe und Zeitplan Reitsport | Wettbewerbe und Zeitplan Reitsport | Wettbewerbe und Zeitplan Reitsport | Wettbewerbe und Zeitplan Reitsport | Wettbewerbe und Zeitplan Reitsport | Wettbewerbe und Zeitplan Reitsport | Wettbewerbe und Zeitplan Reitsport |
|                                    | Juli 2021                          | Juli 2021                          | Juli 2021                          | Juli 2021                          | Juli 2021                          | Juli 2021                          | Juli 2021                          | Juli 2021                          | August 2021                        | August 2021                        | August 2021                        | August 2021                        | August 2021                        | August 2021                        | August 2021                        |
| Wettbewerbe                        | 24.                                | 25.                                | 26.                                | 27.                                | 28.                                | 29.                                | 30.                                | 31.                                | 1.                                 | 2.                                 | 3.                                 | 4.                                 | 5.                                 | 6.                                 | 7.                                 |
| ---------------------------------- | ---------------------------------- | ---------------------------------- | ---------------------------------- | ---------------------------------- | ---------------------------------- | ---------------------------------- | ---------------------------------- | ---------------------------------- | ---------------------------------- | ---------------------------------- | ---------------------------------- | ---------------------------------- | ---------------------------------- | ---------------------------------- | ---------------------------------- |
| Dressurreiten                      |                                    |                                    |                                    |                                    |                                    |                                    |                                    |                                    |                                    |                                    |                                    |                                    |                                    |                                    |                                    |
| Einzel                             |                                    |                                    |                                    |                                    |                                    |                                    |                                    |                                    |                                    |                                    |                                    |                                    |                                    |                                    |                                    |
| Mannschaft                         |                                    |                                    |                                    |                                    |                                    |                                    |                                    |                                    |                                    |                                    |                                    |                                    |                                    |                                    |                                    |
| Springreiten                       |                                    |                                    |                                    |                                    |                                    |                                    |                                    |                                    |                                    |                                    |                                    |                                    |                                    |                                    |                                    |
| Einzel                             |                                    |                                    |                                    |                                    |                                    |                                    |                                    |                                    |                                    |                                    |                                    |                                    |                                    |                                    |                                    |
| Mannschaft                         |                                    |                                    |                                    |                                    |                                    |                                    |                                    |                                    |                                    |                                    |                                    |                                    |                                    |                                    |                                    |
| Vielseitigkeitsreiten              |                                    |                                    |                                    |                                    |                                    |                                    |                                    |                                    |                                    |                                    |                                    |                                    |                                    |                                    |                                    |
| Einzel                             |                                    |                                    |                                    |                                    |                                    |                                    |                                    |                                    |                                    |                                    |                                    |                                    |                                    |                                    |                                    |
| Mannschaft                         |                                    |                                    |                                    |                                    |                                    |                                    |                                    |                                    |                                    |                                    |                                    |                                    |                                    |                                    |                                    |
| Entscheidungen                     | 0                                  | 0                                  | 0                                  | 1                                  | 1                                  | 0                                  | 0                                  | 0                                  | 0                                  | 2                                  | 0                                  | 1                                  | 0                                  | 0                                  | 1                                  |

|  | Qualifikation |  | Medaillenentscheidung |

## Bilanz

### Medaillenspiegel
| Platz  | Land               | Gold | Silber | Bronze | Gesamt |
| ------ | ------------------ | ---- | ------ | ------ | ------ |
| 1      | Deutschland        | 3    | 1      | –      | 4      |
| 2      | Großbritannien     | 2    | 1      | 2      | 5      |
| 3      | Schweden           | 1    | 1      | –      | 2      |
| 4      | Vereinigte Staaten | –    | 2      | –      | 2      |
| 5      | Australien         | –    | 1      | 1      | 2      |
| 6      | Belgien            | –    | –      | 1      | 1      |
| 6      | Frankreich         | –    | –      | 1      | 1      |
| 6      | Niederlande        | –    | –      | 1      | 1      |
| Gesamt | Gesamt             | 6    | 6      | 6      | 18     |

### Medaillengewinner
| Disziplin             | Gold                                                                  | Silber                                                           | Bronze                                                            |
| --------------------- | --------------------------------------------------------------------- | ---------------------------------------------------------------- | ----------------------------------------------------------------- |
| Dressurreiten         |                                                                       |                                                                  |                                                                   |
| Einzel                | Jessica von Bredow-Werndl (GER) mit TSF Dalera BB                     | Isabell Werth (GER) mit Bella Rose                               | Charlotte Dujardin (GBR) mit Gio                                  |
| Mannschaft            | DeutschlandJessica von Bredow-Werndl Dorothee Schneider Isabell Werth | Vereinigte StaatenSabine Schut-Kery Adrienne Lyle Steffen Peters | GroßbritannienCharlotte Fry Carl Hester Charlotte Dujardin        |
| Springreiten          |                                                                       |                                                                  |                                                                   |
| Einzel                | Ben Maher (GBR) mit Explosion W                                       | Peder Fredricson (SWE) mit All In                                | Maikel van der Vleuten (NED) mit Beauville Z                      |
| Mannschaft            | SchwedenHenrik von Eckermann Malin Baryard-Johnsson Peder Fredricson  | Vereinigte StaatenLaura Kraut Jessica Springsteen McLain Ward    | BelgienPieter Devos Jérôme Guery Grégory Wathelet                 |
| Vielseitigkeitsreiten |                                                                       |                                                                  |                                                                   |
| Einzel                | Julia Krajewski (GER) mit Amande de B'Neville                         | Tom McEwen (GBR) mit Toledo de Kerser                            | Andrew Hoy (AUS) mit Vassily de Lassos                            |
| Mannschaft            | GroßbritannienLaura Collett Tom McEwen Oliver Townend                 | AustralienKevin McNab Andrew Hoy Shane Rose                      | FrankreichNicolas Touzaint Karim Florent Laghouag Christopher Six |

## Qualifikation
Mit dem 31. Dezember 2019 wurde die Qualifikation abgeschlossen, die Quotenplätze wurden wie folgt vergeben:
| Nation                  | Einzel  | Einzel   | Einzel         | Mannschaft | Mannschaft | Mannschaft     | Athleten |
| Nation                  | Dressur | Springen | Vielseitigkeit | Dressur    | Springen   | Vielseitigkeit | Athleten |
| ----------------------- | ------- | -------- | -------------- | ---------- | ---------- | -------------- | -------- |
| Ägypten                 |         | 3        |                |            | X          |                | 3        |
| Argentinien             |         | 3        |                |            | X          |                | 3        |
| Australien              | 3       | 3        | 3              | X          | X          | X              | 9        |
| Belgien                 | 3       | 3        | 1              | X          | X          |                | 7        |
| Brasilien               | 1       | 3        | 3              |            | X          | X              | 7        |
| Chile                   | 1       | 1        |                |            |            |                | 2        |
| China                   |         | 3        | 3              |            | X          | X              | 6        |
| Chinesisch Taipeh       |         | 1        |                |            |            |                | 1        |
| Dänemark                | 3       | 1        | 1              | X          |            |                | 5        |
| Deutschland             | 3       | 3        | 3              | X          | X          | X              | 9        |
| Ecuador                 |         |          | 1              |            |            |                | 1        |
| Estland                 | 1       |          |                |            |            |                | 1        |
| Dominikanische Republik | 1       | 1        |                |            |            |                | 2        |
| Finnland                | 1       |          |                |            |            |                | 1        |
| Frankreich              | 3       | 3        | 3              | X          | X          | X              | 9        |
| Großbritannien          | 3       | 3        | 3              | X          | X          | X              | 9        |
| Hongkong                |         |          | 1              |            |            |                | 1        |
| Indien                  |         |          | 1              |            |            |                | 1        |
| Irland                  | 1       | 3        | 3              |            | X          | X              | 7        |
| Israel                  |         | 3        |                |            | X          |                | 3        |
| Italien                 | 1       | 1        | 3              |            |            | X              | 5        |
| Japan                   | 3       | 3        | 3              | X          | X          | X              | 9        |
| Jordanien               |         | 1        |                |            |            |                | 1        |
| Kanada                  | 3       | 1        | 2              | X          |            |                | 6        |
| Kolumbien               |         | 1        |                |            |            |                | 1        |
| Lettland                |         | 1        |                |            |            |                | 1        |
| Luxemburg               | 1       |          |                |            |            |                | 1        |
| Mexiko                  | 1       | 3        |                |            | X          |                | 4        |
| Marokko                 | 1       | 3        |                |            | X          |                | 4        |
| Neuseeland              |         | 3        | 3              |            | X          | X              | 6        |
| Niederlande             | 3       | 3        | 2              | X          | X          |                | 8        |
| Norwegen                |         | 1        |                |            |            |                | 1        |
| Österreich              | 3       |          | 2              | X          |            |                | 5        |
| Polen                   |         |          | 3              |            |            | X              | 3        |
| Portugal                | 3       | 1        |                | X          |            |                | 4        |
| Puerto Rico             |         |          | 1              |            |            |                | 1        |
| ROC                     | 3       |          | 2              | X          |            |                | 5        |
| Singapur                | 1       |          |                |            |            |                | 1        |
| Schweden                | 3       | 3        | 3              | X          | X          | X              | 9        |
| Schweiz                 | 1       | 3        | 3              |            | X          | X              | 7        |
| Spanien                 | 3       | 1        | 1              | X          |            |                | 5        |
| Sri Lanka               |         | 1        |                |            |            |                | 1        |
| Südafrika               | 1       |          | 1              |            |            |                | 2        |
| Südkorea                | 1       |          |                |            |            |                | 1        |
| Syrien                  |         | 1        |                |            |            |                | 1        |
| Thailand                |         |          | 3              |            |            | X              | 3        |
| Tschechien              |         | 3        | 2              |            | X          |                | 5        |
| Ukraine                 | 1       | 1        |                |            |            |                | 2        |
| Vereinigte Staaten      | 3       | 3        | 3              | X          | X          | X              | 9        |
| Belarus                 |         |          | 2              |            |            |                | 2        |
| Gesamt: 48 NOKs         | 60      | 75       | 65             | 15         | 20         | 15             | 200      |

## Vorkommnisse
Beim Mannschaftswettbewerb der Vielseitigkeit zog sich der 14-jährige Wallach Jet Set des Schweizer Reiters Robin Godel einen irreparablen und unheilbaren Bänderriss oberhalb der Hufe zu. Das Unglück ereignete sich an einem Wasserhindernis. Nachdem das Pferd in einer für den Wettbewerb aufgebauten Tierklinik untersucht wurde, haben die Ärzte gemeinsam mit Robin Godel und dem Besitzer die Entscheidung getroffen, das Pferd einzuschläfern. Der Reiter blieb bei dem Unfall unverletzt. Das Schweizer Team entschied, den Wettkampf am nächsten Tag fortzusetzen und startete mit der Ersatzreiterin Eveline Bodenmüller und ihrem Pferd Violine de la Brasserie.
Die Reduzierung aller Mannschaften auf drei Reiter-Pferd-Paare hatte insbesondere bei den Springreitern erhebliche Auswirkungen: Im Mannschaftswettbewerb sahen sich die Reiter gezwungen, Ritte auch zu Ende zu führen, auch wenn sie selbst oder ihre Pferde der Situation nicht voll gewachsen schienen (was bei Shane Sweetnam letztlich zum Sturz führte) oder aber wie Daniel Deußer aufzugeben im Bewusstsein, damit die gesamte Mannschaft ausscheiden zu lassen. Sieben von 19 Mannschaften schieden durch den Ausfall eines ihrer Paare im Laufe der Mannschaftswertung aus.